# Earl Smith
Earl "Chinna" Smith (ur. 6 sierpnia 1955 w Kingston) – jamajski gitarzysta sesyjny, mający swój wkład w setki klasycznych albumów reggae; członek zespołów The Soul Syndicate, The Aggrovators, The Upsetters oraz Bob Marley & The Wailers.

## Życiorys
Urodził się i dorastał w stolicy kraju, w dzielnicy Greenwich Farm. Jego ojciec był właścicielem popularnego wówczas sound systemu Smith's. Będąc dzieckiem Earl próbował skonstruować na jego wzór własny zabawkowy sound system, w wyniku czego koledzy przezywali go "Chuna" (jam. wymowa słowa "tuner", z czasem ksywka przekształciła się w "Chinna"). Jako nastolatek zainteresował się gitarą; jako że nie było go stać na profesjonalny instrument, pierwszą własną gitarę wykonał samodzielnie z puszek po sardynkach i żyłek wędkarskich. Wraz z przyjaciółmi przesiadywał często na odbywających się w jego dzielnicy próbach słynnej formacji muzyków sesyjnych The Soul Syndicate. Ówczesny gitarzysta grupy, Cleon Douglas, nauczył go podstaw gry i strojenia instrumentu. Wkrótce Douglas wyemigrował do USA, zaś Smith został przyjęty na jego miejsce, jako że świetnie znał repertuar zespołu.
Od tego momentu jego kariera nabrała tempa. Był członkiem dwóch innych, kluczowych dla rozwoju muzyki reggae, grup muzyków studyjnych: The Aggrovators nagrywających dla Bunny’ego Lee oraz The Upsetters, wspierających Lee "Scratcha" Perry'ego. Był również rozchwytywany przez innych znanych producentów jako gitarzysta na pojedyncze sesje nagraniowe. W roku 1976 dołączył na kilka miesięcy do zespołu Bob Marley & The Wailers, z którym wziął udział w nagraniach na album Rastaman Vibration; uczestniczył także w promującej krążek światowej trasie koncertowej Rastaman Vibration Tour. Rok później nakładem wytwórni Third World Records ukazała się pierwsza płyta długogrająca z jego własnymi kompozycjami, zatytułowana Sticky Fingers. W roku 1980 założył własny label wydawniczy High Times, przy którym utworzył również grupę muzyków sesyjnych pod nazwą High Times Band (jej członkami byli m.in. Augustus Pablo, Christopher Meredith, Dean Fraser, Noel "Scully" Simms czy też Tony "Asha" Brissett).
Obecnie mieszka w swojej posiadłości w regionie Saint Andrew. Na jej podwórzu do dziś odbywają się akustyczne sesje nagraniowe (tzw. "unplugged"), których zapis ukazuje się później w postaci serii albumów wydawanych przez francuski label Makasound pod nazwą Inna De Yard. Przewodnią ideą serii jest zaprezentowanie twórczości nieco zapomnianych dziś, kiedyś kluczowych wokalistów sceny roots reggae, takich jak Cedric Myton, Junior Murvin, Kiddus I, Linval Thompson czy też grupy wokalne The Mighty Diamonds i The Viceroys. W tej samej serii ukazały się również dwa albumy sygnowane nazwiskiem samego Smitha.

## Dyskografia
- Sticky Fingers (1977, Third World Records)
- Home Grown (1991, High Times Records)
- Dub It! (2004, Nature Sounds Records)
- Inna De Yard: Earl "Chinna" Smith & Idrens (2004, Makasound Records)
- Inna De Yard: Earl "Chinna" Smith & Idrens Vol. 2 (2008, Makasound Records)

### Wspólnie z innymi gitarzystami
- Earl "Chinna" Smith, Ernest Ranglin & Charlie Hunter – Earth Tones (2005, Green Streets Records)
- Earl "Chinna" Smith & Leebert "Gibby" Morrison – Guitars on Top: An Instrumental Tribute To The Heptones (2008, Grass Yard Records)